# Nobleford
Nobleford est un village (village) du Comté de Lethbridge, situé dans la province canadienne d'Alberta.

## Démographie
En tant que localité désignée dans le recensement de 2011, Nobleford a une population de 1 000 habitants dans 334 de ses 375 logements, soit une variation de 45.1% avec la population de 2006. Avec une superficie de 1,543 6 km2, village possède une densité de population de 647,836 2 hab/km2 en 2011.
Concernant le recensement de 2006, Nobleford abritait 689 habitants dans 226 de ses 228 logements. Avec une superficie de 1,168 0 km2, village possédait une densité de population de 589,9 hab/km2 en 2006.
| 2001 | 2006 | 2011  | 2016  |
| ---- | ---- | ----- | ----- |
| 610  | 689  | 1 000 | 1 278 |